# I Fought the Law
I Fought the Law är en rocklåt, skriven av Sonny Curtis, ursprungligen inspelad och utgiven av den amerikanska musikgruppen The Crickets, där Curtis var medlem, 1959. Den medtogs på albumet In Style with the Crickets som var deras första att ges ut efter att Buddy Holly, som de tidigare varit kompgrupp åt, avlidit i en flygolycka. 1964 spelades låten in av gruppen The Bobby Fuller Four från Texas. Nästföljande år spelade gruppen in låten på nytt och denna version blev en hit i Nordamerika, och en mindre framgång i Storbritannien 1966. Bara månader senare återfanns sångaren Bobby Fuller död i en bil i Los Angeles, dödsfallet fick aldrig någon riktig förklaring.
1973 spelades låten in av den brittiska gruppen Wild Angels vilken fick en Tio i topp-framgång i Sverige med den. Låten blev åter känd 1979 då den brittiska punkgruppen The Clash utgav den som del av EP-skivan The Cost of Living. Deras version gavs även ut på singel 1988.
Låten har även spelats in av artister som Hank Williams Jr., Roy Orbison och Bruce Springsteen.
Bobby Fuller Fours version finns med på magasinet Rolling Stones lista The 500 Greatest Songs of All Time. Den är även invald i Grammy Hall of Fame sedan 2015.

## Listplaceringar, Bobby Fuller
| Lista (1966)   | Position                              |
| -------------- | ------------------------------------- |
| Kanada         | 11 (RPM)                              |
| Storbritannien | 33 (UK Singles Chart)                 |
| Sverige        | - (Testad på Tio i topp, ej inröstad) |
| USA            | 9 (Billboard Hot 100)                 |